# Edme-François Mallet
Edme-François Mallet (Melun, 29 gennaio 1713 – Châteaurenard, 25 settembre 1755) è stato uno storico e teologo francese.

## Biografia
Edmé-François Mallet nacque il 29 gennaio 1713 a Melun e, durante la sua fanciullezza, fu educato da un erudito prete delle zona. Successivamente, studiò in un collegio gestito dai barnabiti presso il comune di Montargis, per poi recarsi a Parigi, ove nel 1742 diventò un prete e conseguì un dottorato in teologia. Durante il suo soggiorno nella capitale francese, divenne un precettore privato presso la famiglia di fermier di Louis Denis Lalive de Bellegarde (1680-1751).
Nel 1744, per rimanere vicino alla famiglia, Mallet decise di tornare presso il suo paese natale, al fine di diventare il prete della zona. Rimase a Melun per sette anni e, nel 1747, proprio durante tale soggiorno, pubblicò l'Essai sur l'étude des belles-lettres (Saggio sullo studio della letteratura). Dopo la morte della madre, che avvenne nel 1751, Mallet tornò a Parigi, ove ricevette una cattedra di teologia presso il Collège de Navarre.
Nel 1753 pubblicò l'Essai sur les bienséances oratoires (Saggio sul decoro dell'oratoria) e un trattato in tre libri intitolato Principes pour la lecture des Orateurs (I princìpi per la lettura degli Oratori), mentre invece, nel 1754, pubblicò il suo altro saggio Principes pour la lecture des Poëtes (I princìpi per la lettura dei poeti). In questo periodo, inoltre, Mallet pubblicò anche diverse opere storiche che lo resero molto popolare fra gli intellettuali dell'epoca. Le due più importanti furono l'Histoire générale de toutes les guerres de France de l'établissement de la monarchie jusqu'à Louis XIV (Storia generale di tutte le guerre della Francia dall'inizio del regno di Luigi XIV) e Histoire du Concile de Trente (Storia del Concilio di Trento).
Nel novembre del 1747, Mallet fu coinvolto nell'enorme progetto di stesura dell'Encyclopédie, un vastissima enciclopedia co-edita dai filosofi Denis Diderot e Jean le Rond d'Alembert. Questo progetto tenne impegnato Mallet fino al 1755, anno della sua morte. Infatti, il teologo francese firmò più di duemila articoli, circa 500 sull'economia, circa 500 sulla teologia, circa 600 riguardanti la storia e circa 200 sulla letteratura. La maggior parte dei suoi articoli erano ristesure di testi e passi già pubblicati in precedenza, e spesso tratte dalla Cyclopaedia di Ephraim Chambers (1728). È interessante notare come un articolo dal titolo Anthropophages, firmato e approvato dallo stesso Mallet, tratti di un tema antireligioso e molto sovversivo. Infatti nell'articolo si afferma la perversità dei riti religiosi, paragonando il sacramento dell'eucaristia alla pratica del cannibalismo. L'articolo è una mera traduzione di un passo identico contenuto nella Cyclopaedia, tuttavia è difficile capire il motivo per cui un prete, esperto in teologia abbia approvato e firmato un brano del genere. Molti studiosi della storia francese, fra cui Frank Kafker e Reginald McGinnis, hanno avanzato l'ipotesi che Mallet, dopo esser entrato in contatto con i philosophes, sia diventato un'icona del moderatismo ecclesiastico cattolico.
Edmé-François Mallet morì improvvisamente il 25 settembre 1755 a Châteaurenard, all'età di quarantadue anni.